# Carmignano
Carmignano är en ort och kommun i provinsen Prato i regionen Toscana i Italien. Kommunen hade 14 835 invånare (2018).